# Brasiliens Billie Jean King Cup-lag
Brasiliens Billie Jean King Cup-lag representerar Brasilien i tennisturneringen Billie Jean King Cup, och kontrolleras av Brasiliens tennisförbund. 

## Historik
Brasilien deltog första gången 1965. Laget har som längst gått till kvartsfinal, vilket man gjorde 1965 och 1982.